# 624 v. Chr.
Portal Geschichte | Portal Biografien | Aktuelle Ereignisse | Jahreskalender | Tagesartikel

◄ |
8. Jahrhundert v. Chr. |
7. Jahrhundert v. Chr. |
6. Jahrhundert v. Chr. |
►

◄ | 640er v. Chr. | 630er v. Chr. | 620er v. Chr. | 610er v. Chr. |
600er v. Chr. |
►

◄◄ | ◄ | 627 v. Chr. | 626 v. Chr. | 625 v. Chr. | 624 v. Chr. |
623 v. Chr. |
622 v. Chr. |
621 v. Chr. |
► |
►►

## Ereignisse

### Politik und Weltgeschehen
- Drakon wird Archon in Athen und reformiert in den folgenden Jahren das dortige Strafrecht.

### Wissenschaft und Technik
- 2. Regierungsjahr des babylonischen Königs Nabopolassar (624 bis 623 v. Chr.): Im babylonischen Kalender fällt der Jahresbeginn des 1. Nisannu auf den 5.–6. April[1]; der Vollmond im Nisannu auf den 19.–20. April[1] und der 1. Tašritu auf den 29.–30. September[1].[2]